# 仁壽天主教堂
仁壽天主堂位於四川省眉山市仁壽縣，文物遺址年代判定為1905年。2007年6月1日公佈為四川省第七批文物保護單位。